# تقسیمات کشوری غنا
تقسیمات کشوری جمهوری غنا شامل چهار دشت جغرافیایی و ۱۶ منطقه است. در مجموع ۲۱۶ ناحیه شامل ۱۴۵ ناحیهٔ عادی، ۱۰۹ ناحیهٔ شهری و شش ناحیهٔ کلانشهر وجود دارد.
انواع مختلفی از شوراها در زیر سطح منطقه وجود دارند که شامل ۵۸ شورای شهر یا شهرک، ۱۰۸ شورای منطقه‌ای و ۶۲۶ شورای حوزه‌ای است. در سطح کوچکتری از مدیریت محلی، بیش از ۱۶٫۰۰۰ کمیتهٔ واحد وجود دارد.
از نظر انتخاباتی، غنا به ۲۷۵ حوزهٔ انتخابیه تقسیم شده‌است.

## منطقه‌ها

منطقه‌های غنا از فوریهٔ ۲۰۱۹

| منطقه      | مرکز            |
| ---------- | --------------- |
| آهافو      | Goaso           |
| آشانتی     | کوماسی          |
| بونو       | Sunyani         |
| بونوی شرقی | Techiman        |
| مرکزی      | کیپ کوست        |
| شرقی       | کوفوریدوئا      |
| آکرای بزرگ | آکرا            |
| شمال شرقی  | Nalerigu        |
| شمالی      | تامالی          |
| اوتی       | Dambai          |
| ساوانا     | Damongo         |
| شرق علیا   | Bolgatanga      |
| غرب علیا   | Wa              |
| ولتا       | هو              |
| غربی       | سکوندی-تاکورادی |
| شمال غربی  | Sefwi Wiawso    |
| منبع       |                 |

## ناحیه‌ها
۲۲۸ ناحیه در غنا وجود دارد که شامل مناطق معمولی با جمعیت کمتر از ۷۵٫۰۰۰ نفر، ناحیهٔ شهرداری با جمعیت بین ۷۵٫۰۰۰ تا ۹۵٫۰۰۰ نفر و ناحیه‌های کلانشهر با جمعیت بالای ۲۵۰٫۰۰۰ نفر است.